# 愛原司
愛原 司（あいはら つかさ）は、日本の漫画家。
デビュー作『VIVA! CALCIO』（ビバ カルチョ）から『YATAGARASU』とサッカー漫画を続けて執筆している。

## 主な作品
- VIVA! CALCIO（1993年 - 2000年、月刊少年マガジン、全20巻）
  - 日本人の無名選手シーナがイタリア・セリエAの強豪フィオレンティーナに入団し、スクデット制覇に導くお話。1992年から1995年頃のイタリアを舞台にしている。また日本でもWOWOW等で放送が始まった時期とも重なり、馴染み深いセリエAの有名選手が実名で多数登場する。
  - 主人公の活躍に重点を置いて描かれており、バティストゥータやルイ・コスタ、エッフェンベルク等といった世界的スター選手達とタメ口をきき、彼らをサブキャラ以下に扱っている事も魅力の一つである。
- YATAGARASU（2003年 - 2011年、月刊少年マガジン、全26巻）